# 이스트미들랜즈

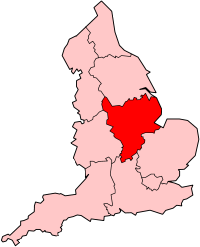
이스트미들랜즈

이스트오브잉글랜드(East Midlands)는 잉글랜드의 지역 중 하나로 면적은 15,627km2, 인구는 4,533,000명(2011년 기준), 인구 밀도는 290명/km2이다.

## 행정 구역
- 더비셔주
  - 더비
- 노팅엄셔주
  - 노팅엄
- 링컨셔주
- 레스터셔주
  - 레스터
- 러틀랜드주
- 노샘프턴셔주

## 같이 보기
- 미들랜즈